# Mari literatuur
Mari literatuur verwijst naar de literatuur die in verband wordt gebracht met de Russische deelrepubliek Mari El.